# Kunch
Kunch o Konch és una ciutat i municipi del districte de Jalaun a Uttar Pradesh, capital d'una taluka o tehsil. Està situada a 25° 59′ N, 79° 09′ E / 25.98°N,79.15°E. Segons el cens del 2001 la població era de 50.731 habitants. Antigament la seva població era: 1872: 14.448; 1881: 13.739; 1901: 15.888.
Ja sota Akbar el Gran fou capital d'una pargana. El 1804 el coronel Fawcett, comandant de les forces britàniques al Bundelkhand va enviar una força per reduir el fort d'Amanta Malaya a 8 km de Kunch. El cap pindari Amir Khan va anar en ajut de la guarnició, va saquejar Mau i Irichh i els va atacar inesperadament i després de dura lluita els britànics es van haver de retirar. Els pindaris van enviar un destacament per saquejar Kalpi i Ata però les seves forces foren derrotades completament al cap d'un mes i dispersades pel coronel Shepherd. El 1857 fou ocupada diverses vegades per les forces rebels de Barjor Singh. La municipalitat es va formar el 1868.